# Nasreddin Crater
Nasreddin Crater (łac. Krater Nasreddina) – krater na Charonie, odkryty w 2015 r. przez amerykańską sondę New Horizons i nazwany w 2018 r. przez Międzynarodową Unię Astronomiczną imieniem Hodży Nasreddina, mędrca i filozofa z Anatolii.